# Soledad Núñez Ramos
Soledad Nuñez Ramos (Badajoz, 1957) es una economista española, actual subgobernadora del Banco de España desde septiembre de 2024.
Licenciada en económicas por la Universidad Complutense, en 1986 se doctoró en economía en la Universidad de Minnesota. Ha trabajado como economista en el Banco de España durante más de 20 años, desde que entró a trabajar en 1987.
En 2004, durante la etapa del Gobierno de José Luis Rodríguez Zapatero, fue nombrada directora general de política económica de la Oficina Económica de Presidencia del Gobierno, cargo que mantendría hasta 2005. El mismo año fue nombrada directora del Tesoro público.  En la etapa de la Crisis financiera de 2008, trabajó en la adaptación de las posteriores regulaciones financieras. Mantuvo su cargo hasta 2011.  Ha sido consejera del Banco de Madrid .
En 2018 Nadia Calviño la nombró consejera del Banco de España y, por tanto, ha formado parte de su comisión ejecutiva. 
En septiembre de 2024 fue nombrada subgobernadora del Banco de España, en el marco de la renovación de la cúpula de la organización, en la que nombraron presidente a José Luis Escrivá. Nuñez sustituyó al cargo a Margarita Delgado. Su nombre ya había sonado para el mismo cargo anteriormente, en el 2012 a propuesta del PSOE, durante la presidencia de Luis María Linde, pero entonces el PP lo declinó. Finalmente ocuparía el cargo Fernando Restoy Lozano. 
A lo largo de su trayectoria ha sido profesora en la Universidad Complutense, la Universidad de Minnesota y en la IE University.
Enlace:
Soledad Núñez (Banco de España) advierte de que la inacción climática tendrá un mayor coste social y económico https://efeverde.com/soledad-nunez-banco-de-espana-advierte-de-que-la-inaccion-climatica-tendra-un-mayor-coste-social-y-economico/